# 孝公 (晋)
孝公（こうこう、生没年不詳）は、中国の戦国時代の晋の君主。姓は姫、名は頎。

## 生涯
晋の烈公の子として生まれた。紀元前389年、烈公が死去すると、後を嗣いで孝公が晋公として即位した。紀元前369年、趙の成侯と韓の共侯が孝公を屯留に移した。紀元前359年、趙・韓・魏が晋の領土を分割し、孝公を端氏に封じた。紀元前357年頃、孝公は死去し、子の静公が晋公として即位した。